# Juan Antonio Marín
Juan Antonio Marín Casero (San José, 2 de marzo de 1975) es un exjugador profesional de tenis costarricense. Es el mejor jugador de tenis que ha dado Costa Rica en la historia y uno de los mejores jugadores centroamericanos en la historia. Se convirtió en profesional en 1996 y se retiró del profesionalismo en 2007, tras perder en la clasificación del Torneo de Kitzbühel. En su carrera conquistó 1 título en 2 finales disputadas, ambas en el Torneo de Bastad.
Fue el máximo exponente del tenis de Costa Rica en el equipo de Copa Davis de este país entre 1999 y 2006, y la máxima categoría en la que participó fue el Grupo Americano II (tercera división del torneo).
Dentro de sus victorias más importantes se encuentra la lograda en el Torneo de Santiago de 1998 donde derrotó al N.º 2 del mundo, Marcelo Ríos, por los cuartos de final.

## Títulos (1)

### Individuales (1)
| Leyenda                |
| Grand Slam (0)         |
| Tennis Masters Cup (0) |
| ATP Masters Series (0) |
| ATP Tour (1)           |

| N.º | Fecha              | Torneo | Superficie    | Oponente en la final | Resultado  |
| --- | ------------------ | ------ | ------------- | -------------------- | ---------- |
| 1.  | 5 de julio de 1999 | Bastad | Tierra batida | Andreas Vinciguerra  | 6-4 7-6(4) |

### Finalista en individuales (1)
- 1997: Bastad (pierde ante Magnus Norman)

### Títulos challenger (5)
| N.º | Fecha                   | Torneo     | Superficie    | Oponente en la final | Resultado      |
| --- | ----------------------- | ---------- | ------------- | -------------------- | -------------- |
| 1.  | 26 de agosto de 1996    | Samarcanda | Tierra batida | Sander Groen         | 6-4 6-2        |
| 2.  | 30 de julio de 2001     | San Marino | Tierra batida | Markus Hipfl         | 6-2 2-6 7-6(3) |
| 3.  | 6 de septiembre de 2004 | Génova     | Tierra batida | Edgardo Massa        | 7-5 6-4        |
| 4.  | 8 de agosto de 2005     | San Marino | Tierra batida | Saša Tuksar          | 6-2 6-4        |
| 5.  | 3 de octubre de 2005    | Roma       | Tierra batida | Albert Montañés      | 6-2 7-6(6)     |

Facebook- Juan Antonio Marín